# Lawrence Pazder
Lawrence Pazder (Edmonton, 30 de abril de 1936 – Vitória, 5 de março de 2004) foi um psiquiatra e escritor canadense. Em 1980, ele publicou, junto com sua paciente e eventual esposa Michelle Smith, o livro Michelle Remembers, uma obra posteriormente desacreditada que alegava revelar casos de abusos ritualísticos satânicos.

## Antecedentes
Lawrence Pazder nasceu em Edmonton, Alberta, em 30 de abril de 1936. Formou-se em medicina pela Universidade de Alberta em 1961 e, no ano seguinte, especializou-se em medicina tropical na Universidade de Liverpool. Entre 1962 e 1964, exerceu a medicina na Nigéria, retornando ao Canadá para concluir sua formação em psiquiatria na Universidade McGill, em 1968. Durante a carreira, trabalhou em dois hospitais de Vitória, Colúmbia Britânica, além de manter um consultório particular, onde atendeu pacientes até falecer subitamente por insuficiência cardíaca, em 5 março de 2004.
Católico devoto, Pazder fundou a Sociedade dos Companheiros Anawim em Vitória, proporcionando um espaço de acolhimento diurno para pessoas em situação de vulnerabilidade. Ele também demonstrava interesse por religiões e cerimônias africanas.
Pazder e sua primeira esposa, Marylyn, tiveram quatro filhos e permaneceram casados por muitos anos. O casamento terminou após ele se envolver com sua paciente Michelle Smith. Registros judiciais do processo de divórcio indicaram que, entre março de 1977 e junho de 1979, Pazder esteve ausente por longos períodos com Smith, coautora do livro Michelle Remembers. Em 1979, após uma tentativa frustrada de anulação, divorciou-se de Marylyn e, posteriormente, casou-se com Smith.

## Michelle Remembers
Em 1973, Pazder começou a tratar Michelle Smith, uma mulher que procurava ajuda em seu consultório privado em Vitória. Três anos depois, durante o tratamento de Smith por uma depressão relacionada a um aborto espontâneo, ela revelou que sentia que havia algo importante para contar, mas não conseguia lembrar o que era. Em uma sessão subsequente, Smith, supostamente sob hipnose, teria gritado por 25 minutos antes de começar a falar com a voz de uma criança de cinco anos. A partir daí, Pazder iniciou um processo de recuperação de memórias de alegados abusos ritualísticos satânicos, que Smith afirmou ter sofrido entre 1954 e 1955, quando tinha apenas cinco anos. Segundo ela, os abusos teriam sido praticados por sua mãe, Virginia Proby, e outros membros de um culto satânico em Vitória.
Convencido de que estava desvendando uma vasta conspiração satânica, Pazder dedicou-se intensamente ao tratamento de Smith, que se estendeu por 14 meses. Acreditando no real perigo dos cultos satânicos, Pazder e Smith viajaram ao Vaticano em 1978 para alertar a Igreja Católica sobre os riscos, até então desconhecidos, que esses cultos representavam para as crianças ao redor do mundo. Em 1980, Pazder e Smith coautoraram Michelle Remembers, um livro que relatava as sessões terapêuticas e as memórias recuperadas, baseadas em métodos desacreditados pela comunidade científica. O livro foi o primeiro a relatar, publicamente, a experiência de uma sobrevivente de abuso ritualístico satânico, alcançando grande sucesso. Em consequência, Pazder e Smith receberam adiantamentos substanciais pelos direitos de publicação.
Após a publicação, Pazder passou a ser reconhecido como um especialista no tema. Com o crescente número de alegações de abusos ritualísticos satânicos na década de 1980, provavelmente impulsionadas pelo sucesso de Michelle Remembers, ele começou a ser solicitado para consultas em vários casos. Em 1984, atuou como consultor no julgamento McMartin, e, no ano seguinte, foi destaque em uma reportagem da série 20/20, da ABC, intitulada "The Devil Worshippers", sobre satanismo. Pazder também participou do primeiro seminário nacional para policiais, em 1986, e foi ativo na Cult Crime Impact Network (CCIN), onde palestrou para agências policiais durante o final da década de 1980. Em 1987, ele relatou dedicar um terço de seu tempo para consultar casos relacionados ao tema.
Pazder é creditado por popularizar o termo "abuso ritualístico", descrevendo-o como um abuso físico, emocional, mental e espiritual, acompanhado de símbolos e cerimônias secretas que visavam destruir a criança em diversas esferas. Em uma conferência em Richmond, Virgínia, ele afirmou que o abuso sexual tinha um "significado ritualístico" e que seu objetivo não era gratificação sexual. Segundo Pazder, um grupo invisível de "satanistas ortodoxos" estaria por trás dessas práticas, influenciando outros grupos mais visíveis.
De todo modo, investigações posteriores não encontraram evidências para apoiar as alegações apresentadas em Michelle Remembers, e o conceito de abuso ritualístico satânico acabou sendo considerado um pânico moral.